# Станнид дистронция
Станнид дистронция — бинарное интерметаллическое неорганическое соединение
стронция и олова
с формулой Sr2Sn,
кристаллы.

## Получение
- Сплавление стехиометрических количеств чистых веществ:

{\displaystyle {\mathsf {2Sr+Sn\ {\xrightarrow {1255^{o}C}}\ Sr_{2}Sn}}}

## Физические свойства
Станнид дистронция образует кристаллы
ромбической сингонии,
пространственная группа P nma,
параметры ячейки a = 0,8401 нм, b = 0,5378 нм, c = 1,0078 нм, Z = 4,
структура типа дихлорида свинца PbCl2
.
Соединение конгруэнтно плавится при температуре 1255°C  (1295°C ).